# Zlatko Tanevski
Zlatko Tanevski (in macedone Златко Таневски?; Skopje, 3 agosto 1983) è un ex calciatore macedone, di ruolo difensore.

## Palmarès

### Club

#### Competizioni nazionali
- Coppa di Polonia: 1

Lech Poznań: 2008-2009
- Supercoppa di Polonia: 1

Lech Poznań: 2009
- Campionato polacco: 1

Lech Poznań: 2009-2010
- Campionato macedone: 2

Vardar: 2011-2012, 2015-2016
- Supercoppa di Macedonia: 1

Vardar: 2015